# Anton Schnedl
Anton „Toni“ Schnedl (* 17. Juli 1942 in Wien) ist ein ehemaliger österreichischer Boxer.

## Boxkarriere
Schnedl gewann bei den 16. Europameisterschaften 1965 in Berlin, die Bronzemedaille im Halbmittelgewicht. Er hatte sich im Achtelfinale gegen Vasile Dobre aus Rumänien und im Viertelfinale gegen Ferenc Szabó aus Ungarn durchgesetzt, ehe er im Halbfinale gegen Angel Doitschew aus Bulgarien ausschied. 1966 wurde er Österreichischer Meister im Halbmittelgewicht.
1967 wechselte er ins Profilager und boxte in Österreich, Deutschland, Italien, Dänemark, Frankreich und Großbritannien. Er besiegte unter anderem Boxer mit positiven Kampfbilanzen wie Renato Romano (13-2), Frank Reiche (6-0), Victor Stijila (14-5) sowie Hans Schwartz (30-9) und wurde im März 1971 Österreichischer Meister im Mittelgewicht. 
Seine erste Niederlage erlitt er im Mai 1968 nach Punkten gegen Cemal Kamacı und verlor 1969 zweimal nach Punkten gegen Mario Casati. Im Dezember 1972 erlitt er eine K.-o.-Niederlage gegen Alan Minter. Auch gegen Eckhard Dagge verlor er im April 1973 vorzeitig. Er beendete seine Profikarriere im September 1973 mit einer Bilanz von 16 Siegen, 11 Niederlagen und 4 Unentschieden.